# Los Rieles
Los Rieles är en ort i Mexiko.   Den ligger i kommunen Navolato och delstaten Sinaloa, i den västra delen av landet, 1 100 km nordväst om huvudstaden Mexico City. Los Rieles ligger 19 meter över havet och antalet invånare är 246.
Terrängen runt Los Rieles är mycket platt. Runt Los Rieles är det ganska tätbefolkat, med 155 invånare per kvadratkilometer. Närmaste större samhälle är Navolato, 3,7 km väster om Los Rieles. Omgivningarna runt Los Rieles är en mosaik av jordbruksmark och naturlig växtlighet.